# سيزار غوميز (لاعب كرة قدم)
سيزار غوميز (17 أبريل 1996 في البرتغال - ) هو لاعب كرة قدم برتغالي في مركز الوسط. لعب مع نادي بينفايل.

## وصلات خارجية
- سيزار غوميز (لاعب كرة قدم) على موقع قاعدة بيانات كرة القدم.إي يو (الإنجليزية)
- سيزار غوميز (لاعب كرة قدم) على موقع Soccerway.com (الإنجليزية)